# Cheikh Tidiane Sabaly
Cheikh Tidiane Sabaly (* 4. März 1999 in Kolda) ist ein senegalesischer Fußballspieler, der beim FC Metz spielt.

## Verein
Sabaly stammt aus der Jugend des heimischen AS Génération Foot, spielte dort im März 2018 zwei Partien in der CAF Champions League und gewann den senegalesischen Pokal. Im Sommer 2018 folgte dann der Wechsel nach Europa zum französischen Erstligisten FC Metz, wo er am 18. November 2018 in der Coupe de France gegen den Sarreguemines FC (5:2 n. V.) sein Debüt gab. Ohne ein weiteres Pflichtspiel bestritten zu haben, verlieh ihn der Verein an den Drittligisten FC Pau. Mit ihm stieg Sabaly in die Ligue 2 auf und die Leihe wurde nach kurzer Rückkehr um ein weiteres Jahr verlängert. In der Hinrunde der Saison 2021/22 kam er bei den Metzern dann nur zu weiteren Kurzeinsätzen bei den Profis und so verlieh ihn der Verein zur Rückrunde an Zweitligist US Quevilly. Anschließend gelang Sabaly der dauerhafte Sprung in die Startelf und er stieg mit Metz im Sommer 2023 in die Ligue 1 auf.

## Nationalmannschaft
Am 9. September 2023 debütierte der 1,68 Meter große Sabaly für die senegalesische A-Nationalmannschaft in der Afrika-Cup-Qualifikation auswärts gegen Ruanda. Beim 1:1-Unentschieden in Butare stand er in der Startelf und wurde in der 71. Minute für Amara Diouf ausgewechselt.

## Erfolge
- Senegalesischer Pokalsieger: 2018